# 아즈미촌 (나가노현)
아즈미촌(安曇村)은 나가노현 중부 주신지방인 미나미아즈미군에 있던 촌이다. 
북알프스 남부의 관광지이다.2005년 4월 1일 아즈미 촌을 포함한 마쓰모토 시 주변 4정 촌이 마쓰모토 시에 합병해 마쓰모토시 아즈미가 되었다.또한 구 촌역에는 시정촌 합병 특례에 관한 법률(합병 특례법)에 근거한 지역 자치구가 2015년 3월 31일을 기한으로 설치되었다.
2004년에는 마을 내 시라코네 온천에서 공동노텐부쿠와 여관 2채가 입욕제에 의한 착색이 발각되었고, 그에 따라 촌장 쓰즈키 치토시가 2004년 7월 31일 사임하였다. 이후 전국에서 온천 위장 문제가 속속 발각되면서 그 발단으로 화제를 모았다.

## 지리
- 나가노 현 나카노부 지방의 서부에 있으며 서쪽을 기후 현 다카야마 시(구 단뉴가와 촌, 가미호 촌)에 접한다.마츠모토 시가에서는 서쪽에 해당한다.
- 마을 서쪽의 기후 현 경계는 기타알프스 히다 산맥의 최남단에 해당하며 야키다케나 죠안다케와 같은 화산을 비롯하여 이외에도 호타카다케, 소가타케 등 고산이 많다.이 중 소악을 제외한 3좌는 모두 해발 3,000m 이상의 고산인데, 특히 노보쿠안다케는 해발 2,702m의 다다미다이라까지 버스 또는 택시로 갈 수 있어 '일본에서 가장 손쉽게 오를 수 있는 3,000m급 산'으로 알려져 있다.그 동쪽 기슭에는 오래전 유출된 용암에 의해 노리쿠라 고원이 형성되어 있다.
- 화산과 가까워 마을 곳곳에 온천이 존재하는 한편 마을 전체가 산간 지역에 위치하고 있어 비교적 눈도 많고 폭설법상 폭설 지대 지정도 받고 있다.
- 시나노 강과 사이 강의 상류에 해당하는 아즈사 강이 가미고지 북쪽에서 발원하여 동쪽으로 흐르고 있다.아즈사 강에는 도쿄 전력의 발전용 댐이 3개 있어 상류에서 나가와타리 댐, 미도노 댐, 이나고키 댐이라고 한다.
- 마쓰모토와 다카야마를 연결하여 다시 후쿠이로 이어지는 국도 158호가 재천을 따라 동서로 달리고 있으며, 고산시와의 경계에 있는 안방고개 동쪽에서 중부 종관자동차도의 안방터널에 연결되어 있다.에도 시대에는 통칭 히다미치(메이지 시대에 들어서면서부터 노보리 가도라고 불렸다)가 다녔고, 이나핵 마을의 지향이었던 하시바에는 1870년(메이지 3년)까지 번소가 놓여 있었다.

## 역사
- 1874년 9월 5일 - 지쿠마현 아즈미 군 오노가와 촌·시마 촌·이나고쿠 촌·오노다 촌이 합병해 아즈미 촌이 되었다.
- 1876년 8월 21일 - 나가노현에 소속되었다.
- 1878년 1월 4일 - 군구정촌 편제법 시행으로 미나미아즈미 군 소속이 됨.
- 1889년 4월 1일 - 정촌제 시행과 함께 아즈미촌 단독으로 자치체를 형성하였다.
- 2005년 4월 1일 - 마쓰모토시에 편입되었다. 동일 아즈미촌은 폐지되었다.

## 교통

### 도로
- 주부 종관 자동차도
- 국도 158호선